# معركة قلعة شنت إشتيبن
معركة قلعة شنت إشتيبن أو معركة قاشترو موروش (بالإسبانية: Batalla de Castromoros)‏، معركة وقعت في يوم 14 ربيع الأول سنة 305 هـ بين المسلمين بقيادة أحمد بن محمد بن أبي عبدة ضد قوات مملكة ليون بقيادة أردونيو الثاني وانتصرت فيها مملكة ليون.

## خلفية
في فترة الثورات الداخلية التي شهدتها بلاد الأندلس أخذت الممالك المسيحية في الشمال في التوسع جنوبًا على حساب الدولة الأموية في الأندلس، وقد شن ملوك ليون الإسبان غارات مخربة ومدمرة على الحدود ناحية الشمال الغربي مثل مدن أسترقة وسمورة وشلمنقة وشقوبية حتى خلت تقريبًا من سكانها المسلمين. بلغ عبد الرحمن الناصر لدين الله أمير الأندلس خبر الاعتداء، فسيّر جيشًا لقتال المهاجمين.

## المعركة
في عام 916 (304 هـ)، سير عبد الرحمن وزيره وقائده أحمد بن محمد بن أبي عبدة في جيش قوي، غازياً إلى أراضي مملكة ليون، فالتقى بجند مملكة ليون وهزمهم في عدة وقائع محلية، وعاث في أراضيهم وسبى وغنم غنائم كثيرة. وفي العام التالي، أراد أردونيو الثاني الانتقام لهزائمه، فعاث في منطقة طلبيرة [الإنجليزية]، وأحرق مدنها وانتسف ضياعها، فضج المسلمون وأرسلوا لعبد الرحمن يطلبون النجدة. فسير عبد الرحمن قائده أحمد بن أبي عبدة ثانية إلى الشمال في جيش ضخم من المدنين والمتطوعين، وانضم إليه حين دخوله إلى الثغر كثيرون، واخترق المسلمون أراضي قشتالة، وزحفوا إلى قلعة شنت إشتيبن الواقعة على نهر التاجة، وكانت تسمى أيضاً قاشترو مورش، وهي من أمنع القلاع على الحدود، وضربوا حولها الحصار الصارم، وهاجموها بشدة، وكادت تسقط في أيديهم، لولا أن هرع إلى إنجادها أردونيو في جموع ضخمة؛ وكان الجيش الإسلامي بالرغم من تفوقه في الكثرة مختل النظام، مفكك العرى، يتألف سواده من البربر والمرتزقة الذين كانوا يحرصون على غنائمهم أكثر من حرصهم على مقاتلة العدو، فلما انقض أردونيو بقواته على المسلمين، تسللت منهم وحدات كثيرة، وارتدت أمام المهاجمين، ودبّ الهرج إلى صفوف المسلمين. ولكن القائد أحمد بن أبي عبدة فضل الموت على الارتداد، فصمد في مكانه في نفر من ضباطه وجنده، فقتلوا جميعاً، وهلك معهم عدة من أكابر الفقهاء. وقد قام أردونيو بقطع رأس أحمد بن أبي عبدة وسمَّرها في جدار القلعة تخليدًا لذكرى الانتصار. وكانت هزيمة مروعة، وكان ذلك في 14 ربيع الأول 305 هـ (4 سبتمبر 917).
وتقول الرواية الإسلامية إن فلول الجيش الإسلامي، استطاعت أن ترتد بعتادها ومتاعها سالمة إلى الأراضي الإسلامية. ولكن الرواية الإسبانية تقول بالعكس إن هزيمة المسلمين كانت ساحقة، وبلغ من روعتها أن غصت سائر التلال والسهول والغابات الممتدة جنوباً من دويرو إلى أنتيسة، بقتلاهم وأشلائهم.